# Branko Macura
Branko Macura (Šibenik) hrvatski je bivši košarkaš.
Igrao je 1970-ih i početkom '80-ih.

## Igračka karijera

### Klupska karijera
U karijeri je igrao za splitsku Jugoplastiku. 
S Jugoplastikom je igrao u finalu Kupa europskih prvaka 1971./72. godine. U sastavu su još bili Petar Skansi, Rato Tvrdić, Damir Šolman, Zdenko Prug, Mihajlo Manović, Lovre Tvrdić, Dražen Tvrdić, Duje Krstulović, Mirko Grgin, Drago Peterka, Ivo Škarić, Zoran Grašo, a sastav je vodio Branko Radović.
1972./73. je s Jugoplastikom igrao u finalu Kupa pobjednika kupova. U sastavu su još igrali Rato Tvrdić, Damir Šolman, Mihajlo Manović, Duje Krstulović, Lovre Tvrdić, Zdenko Prug, Dražen Tvrdić, Mirko Grgin, Ivo Škarić, Mlađan Tudor, Zoran Grašo, a vodio ih je Srđan Kalember.
1975./76. je osvojio s Jugoplastikom Kup Radivoja Koraća. U sastavu su još igrali Željko Jerkov, Rato Tvrdić, Mlađan Tudor, Mirko Grgin, Duje Krstulović, Damir Šolman, Ivo Bilanović, Ivo Škarić, Branko Stamenković, Ivica Dukan, Mihajlo Manović, Slobodan Bjelajac, Damir Šolman, Drago Peterka, a vodio ih je Petar Skansi.
1976./77. je s Jugoplastikom obranio naslov pobjednika Kupa Radivoja Koraća. U sastavu su još igrali Željko Jerkov, Rato Tvrdić, Damir Šolman, Duje Krstulović, Mlađan Tudor, Mirko Grgin, Ivo Bilanović, Mihajlo Manović, Ivica Dukan, Slobodan Bjelajac, Ivan Sunara, Predrag Kruščić, Mladen Bratić, Deni Kuvačić, a vodio ih je Petar Skansi.
Igrao je za Šibenku od 1979. do 1984. s kojom u sezoni 1982./83. osvaja naslov državnog prvaka koji je naknadno za zelenim stolom dodijeljen Bosni.